# René Bontemps
Pour les personnes ayant le même patronyme, voir Bontemps.
René Bontemps, né le 24 février 1905 au Mans (Sarthe), mort le 27 juin 1951 à Melun, était un syndicaliste français des PTT. Dirigeant de la Résistance syndicale aux PTT jusqu'à son arrestation, déporté, il fut secrétaire général-adjoint de la fédération CGT des PTT de 1945 à sa mort accidentelle en 1951.

## Biographie
René Bontems, orthographié usuellement René Bontemps, est chauffeur au service des Lignes, et milite à la fédération postale unitaire de la CGTU. Très engagé dans le processus d'unification syndicale, il est élu secrétaire général-adjoint du syndicat des services techniques PTT-CGT (ouvriers des PTT) lors de la réunification syndicale en 1935. Jusqu'en 1939 il est un des leaders des « ex-unitaires » au sein de la « Fédération postale », face aux partisans de la tendance de René Belin.
Exclu, comme tous les anciens unitaires, de toutes ses responsabilités au sein de la fédération postale en 1939, il organise en 1940 la Résistance communiste aux PTT. Révoqué de l'Administration en octobre 1940, il devient clandestin. Il est l'un des responsables du mouvement de résistance des postiers : Libération nationale PTT. Le 17 mai 1941 il participe à la première rencontre des deux tendances syndicales clandestines. Représentant Benoît Frachon, avec Maurice Langlois (Fédération du Bois), ils discutent avec les émissaires de Léon Jouhaux, Charles Laurent, Pierre Neumeyer, Christian Pineau et Louis Saillant.
Arrêté en mars 1942, il est déporté au camp de concentration de Mauthausen, dont il revient en mai 1945.
Au premier congrès d'après-guerre de la fédération CGT des PTT, tenu en septembre 1945 à Limoges, congrès qui consacre la prise de contrôle de cette fédération importante par les communistes, il en est élu secrétaire général-adjoint, secondant Fernand Piccot. Il meurt à Melun en 1951 dans un accident de la circulation.